# Comtat de Richmond (Quebec)
El comtat de Richmond fou un comtat municipal del Quebec que existí entre 1855 i principis dels anys vuitanta. El territori que cobria forma avui dia part de la regió de l'Estrie i s'inclou principalment al municipi regional de comtat (MRC) de Val-Saint-François, i en menor mesura al MRC de Les Sources i a la vila de Sherbrooke. La seva capital era la vila de Richmond.
El nom del comtat deriva de la vila de Richmond, al seu torn anomenada amb aquest nom cap al 1820 en honor del governador Charles Lennox, 4t duc de Richmond.
El comtat estava dividit en sis cantons: Melbourne, Shipton, Cleveland (escindit de Shipton), Brompton, Windsor i Stoke.

## Municipis situats al comtat
- Asbestos

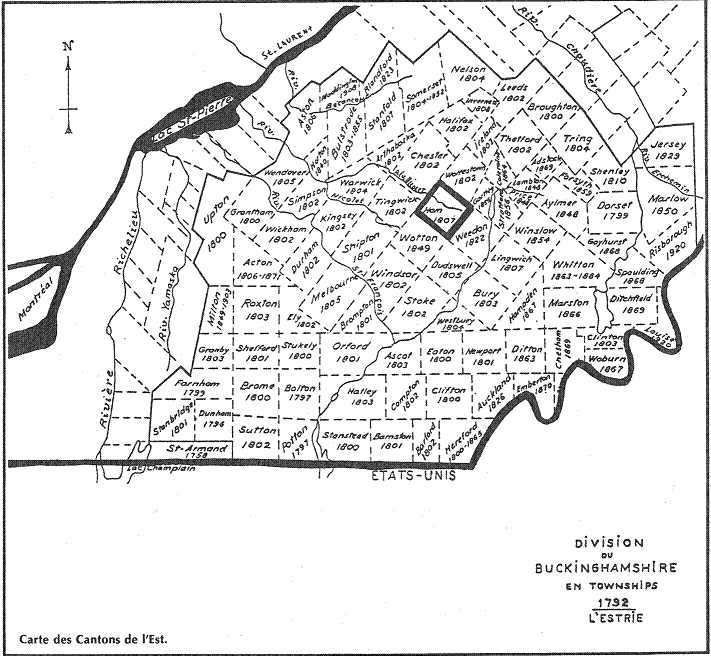
Mapa dels municipis de l'est, inclosos els que van formar el comtat de Richmond

- Brompton (municipi de cantó), fusionat amb Bromptonville el 1998
- Bromptonville, fusionat amb Sherbrooke en 2002
- Cleveland
- Danville
- Kingsbury
- Melbourne
- New Rockland (fusionat amb Kingsbury en 1926[3])
- Richmond
- Saint-Claude
- Saint-Denis-de-Brompton
- Saint-François-Xavier-de-Brompton
- Saint-Georges-de-Windsor
- Saint-Grégoire-de-Greenlay (fusionat amb Windsor en 1999)[4]
- Shipton, fusionat amb Danville en 1999
- Stoke
- Windsor (anomenat Windsor Mills de 1876 a 1914)
- Windsor (municipi de cantó), rebatejat Val-Joli en 1991[5]